# Altdorf (Böblingen)
Altdorf è un comune tedesco di 4 672 abitanti, situato nel land del Baden-Württemberg.